# جوئل مک‌هیل
جوئل ادوارد مک‌هیل (به انگلیسی: Joel Edward McHale) بازیگر نویسنده و کمدین آمریکایی است.

## بخشی از فیلمشناخت
- ویل و گریس (۲۰۰۱)
- مرد عنکبوتی ۲ (۲۰۰۴)
- اطلاع‌رسانی! (۲۰۰۹)
- تد (۲۰۱۲)
- بزرگسالان مبتدی
- بچه‌های جاسوس ۴
- سال بزرگ
- اولین بار مینی
- ملت ترور (۲۰۱۸)
- رفتار بی‌‌فایده و احمقانه (۲۰۱۸)
- قتل در ساعات خوش (۲۰۱۹)
- افسانه مورتال کامبت: انتقام اسکورپیون
- سردسته‌ها